# Nicholas Mann
Colin Nicholas Jocelyn Mann (Salisbury, 24 ottobre 1942) è uno storico inglese direttore del Warburg Institute (1991-2001) e professore di Storia delle tradizioni classiche all'Università di Londra. I suoi studi si sono concentrati sul primo umanesimo italiano e in particolare su Petrarca, di cui, nel 2016 ha curato un'edizione del Secretum (Cambridge-London, The I Tatti Renaissance library-Harvard University press, 2016).

## Biografia
Mann è nato a Salisbury, Wiltshire. Ha studiato lingue e letteratura moderna all'Università di Cambridge dove ha completato il dottorato di ricerca nel 1965.

## Carriera
Dopo la sua istruzione formale, Mann fu un ricercatore al Clare College dal 1965 al 1967. Nel 1967 accettò l'incarico di docenza presso l'Università di Warwick, dove rimase fino al 1972. Quell'anno andò a Oxford, dove divenne ricercatore ospite presso All Souls e successivamente, dal 1973, ricercatore e tutor a Pembroke, nel Galles. Mentre era a Pembroke, Mann assunse vari incarichi, tra cui il ruolo di Preside degli studenti laureati e, più tardi, Presidente del consiglio del Museum of Modern Art, Oxford.
Nel 1990, Mann fu nominato Direttore del Warburg Institute e Professore di Storia della Tradizione Classica all'Università di Londra . Gli anni di Mann al Warburg lo coinvolsero profondamente nell'apparato amministrativo dell'Università, e fu nominato Preside della School of Advanced Study nel 2002 e poi Pro-Vice-Cancelliere dell'Università nel 2003. Dopo il suo pensionamento nel 2007, gli fu assegnata una cattedra emerita di studi rinascimentali all'Università.
Mann è stato eletto membro della British Academy nel 1992; ha anche ricoperto la carica di Segretario degli Esteri e Vicepresidente dell'Accademia (1999-2006). Nominato Order of the British Empire (CBE) nel 1999, è stato eletto Vicepresidente dell'ALLEA (la federazione delle Accademie Europee) nel 2006 e ha ricoperto tale carica dal 2007 al 2011.  Mann ha ricevuto anche una serie di altri riconoscimenti e borse di studio.

## Opere principali
- Petrarch, Oxford-New York, Oxford University Press, 1984 (traduzione italiana, Milano, LED, 1993)
- Lorenzo the Magnificent: Culture and Politics (con Michael Mallett), Londra, The Warburg Institute, Università di Londra ISBN 0854810943
- Giordano Bruno, 1583-1585: The English Experience (con Michele Ciliberto), Firenze: L.S. Olschki, 1997 ISBN 8822245296
- Pétrarque: Les voyages de l'esprit. Quatre études, prefazione di Marc Fumaroli, Grenoble, Jérôme Millon, 2004